# 波韋尼爾區
09°56′24″N 85°18′03″W / 9.94000°N 85.30083°W
波韋尼爾區（西班牙語：Porvenir District），是哥斯達黎加的行政區，位於該國西北部瓜納卡斯特省，由南達尤雷縣負責管轄，面積40平方公里，海拔高度625米，2013年人口763人，人口密度每平方公里19人。